# Euprosthenopsis lesserti
Euprosthenopsis lesserti là một loài nhện trong họ Pisauridae.
Loài này thuộc chi Euprosthenopsis. Euprosthenopsis lesserti được Carl Friedrich Roewer miêu tả năm 1955.